# Le Conte du genévrier
Le Conte du genévrier (en dialecte poméranien Von dem Machandelboom, en allemand : Vom Machandelbaum) est un conte populaire allemand qui figure parmi ceux recueillis par les frères Grimm dans le premier volume de Contes de l'enfance et du foyer (Kinder- und Hausmärchen, 1812, no KHM 47). Sa violence et sa cruauté ont attiré aux frères Grimm des critiques, dont celle d'Achim von Arnim.
L'histoire met en scène deux enfants dont l'un devient le souffre-douleur de sa marâtre, jusqu'à ce que celle-ci commette sur lui l'acte le plus extrême. Le récit fait intervenir un arbre magique, en l'occurrence un genévrier, et une métamorphose en oiseau au chant envoûtant. Il y est question également de nourriture.

## Versions
La version reprise par les frères Grimm a été recueillie en dialecte poméranien (bas allemand) par le peintre Philipp Otto Runge, qui l'a notée en même temps que Le Pêcheur et sa femme le 7 janvier 1806.
Comme l'a retracé le chercheur allemand Heinz Rölleke, Runge l'envoya à l'éditeur Zimmer, de Heidelberg, lequel le transmit à Clemens Brentano, qui lui-même l'envoya à Achim von Arnim : ce dernier le fit paraître dans sa Revue pour les ermites (Zeitschrift für Einsiedler) en 1808.

## Résumé
Un homme riche a une femme belle, honnête et pieuse. Ils s'aiment beaucoup mais, malgré ses prières, la femme ne peut avoir d'enfants. Un jour d'hiver, alors que la femme pèle une pomme sous un genévrier qui se trouve dans leur cour, elle se coupe, et quelques gouttes de sang tombent au pied de l'arbre dans la neige. Elle fait alors le vœu d'avoir un enfant vermeil comme le sang et blanc comme la neige. Un premier mois passe et la neige a fondu. Un deuxième mois, et tout a reverdi. Un troisième mois, et des fleurs ont poussé. Un quatrième mois, et la vie revient dans la forêt. Après le cinquième mois, la femme se trouve sous le genévrier ; le bonheur l'étreint et elle tombe à genoux quand elle sent sa bonne odeur. Le sixième mois, les fruits se gonflent et la femme devient silencieuse. Le septième mois, elle cueille et mange toutes les baies de genévrier, ce qui la rend triste et malade. Le huitième mois, elle demande à son mari, si jamais elle décède, de l'enterrer sous le genévrier, puis elle s'apaise. Le neuvième mois, elle met au monde un garçon blanc comme la neige et vermeil comme le sang mais, au moment où elle le voit, elle en éprouve un bonheur tel qu'elle en meurt.
Son mari l'enterre sous le genévrier. Sa tristesse disparaît au fil du temps, et il finit par prendre une autre femme. Elle donne bientôt naissance à une fille. La nouvelle épouse est jalouse du premier enfant de son mari ; elle se demande comment faire pour que sa fille soit la seule héritière et, poussée par le Diable, commence à traiter le petit garçon très durement. Un jour, la petite fille demande à sa mère si elle peut avoir une pomme. Les pommes sont conservées dans un coffre, fermé par un couvercle épais, muni d'une serrure tranchante, en fer. La mère lui choisit la plus belle des pommes mais, quand la petite fille lui demande si son frère pourra lui aussi en avoir une, la mère est agacée. Au moment-même, le petit garçon revient de l'école, et la marâtre reprend le fruit à sa fille et le remet dans le coffre. La marâtre, guidée par le Malin, demande alors au petit garçon s'il veut une pomme, ouvre le coffre pour qu'il s'en choisisse une et, d'un coup, rabat le couvercle, si violemment, que la tête du petit garçon est coupée net, et qu'elle roule au milieu des pommes. La femme récupère alors la tête, place le corps de l'enfant sur une chaise devant la porte, et remet la tête sur le cou, en la serrant dans un foulard blanc de façon qu'on ne puisse rien voir, puis elle lui met une pomme dans la main.
La petite Marlène (le nom de la petite fille) vient près de sa mère et lui dit que son frère est assis devant la porte avec le visage tout pâle et une pomme dans sa main. Elle lui a demandé la pomme mais il n'a rien répondu, et la petite a peur. Sa mère, alors, lui dit de lui demander encore et, s'il ne répond toujours pas, de lui flanquer une bonne claque. La petite retourne demander la pomme à son frère et, comme il reste bien sûr toujours silencieux, elle fait ce qu'a dit sa mère, et la tête du petit garçon roule par terre, et la fillette se met à hurler.

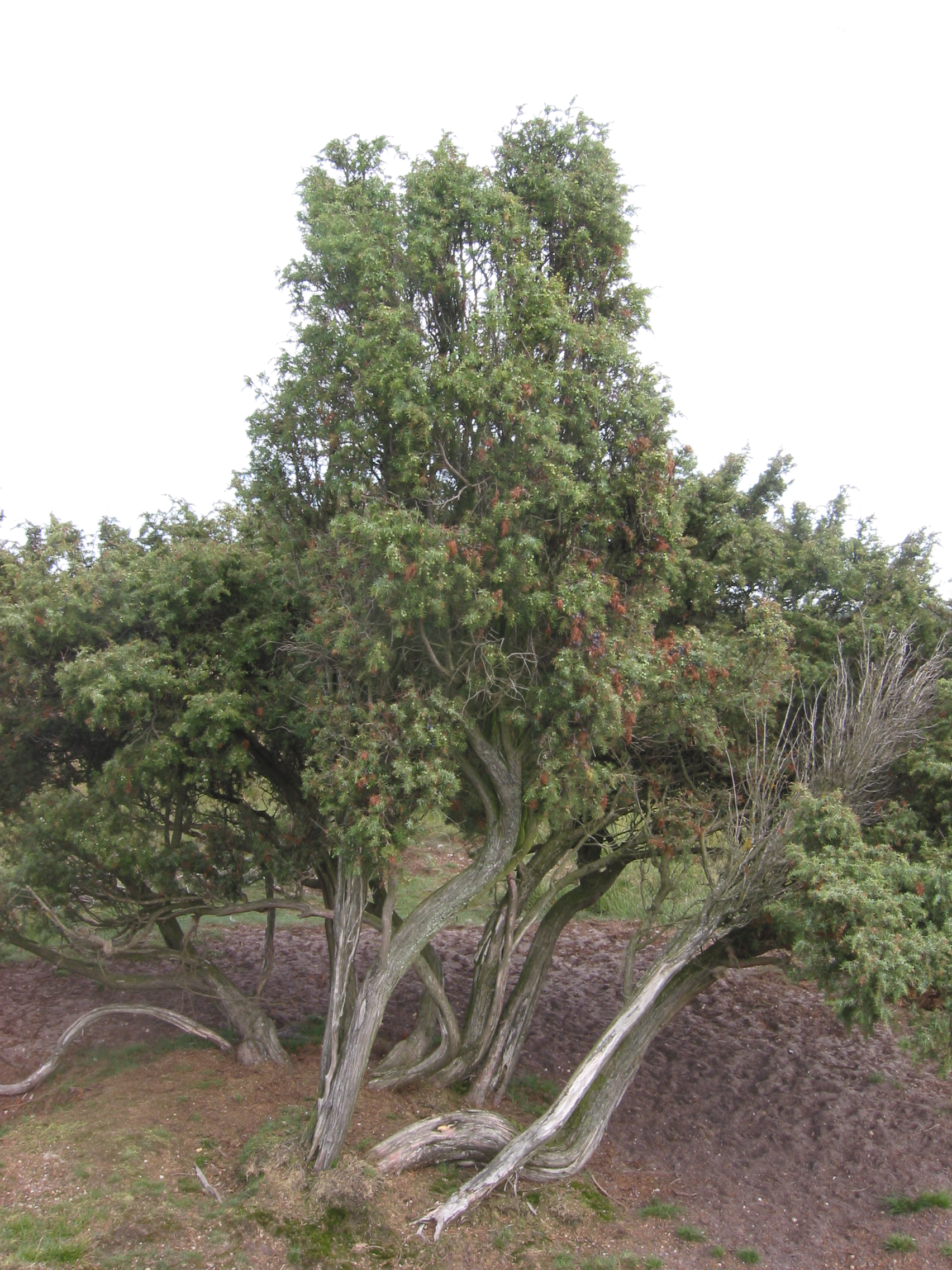
Un genévrier. Dans ce conte, des propriétés magiques lui sont attribuées.

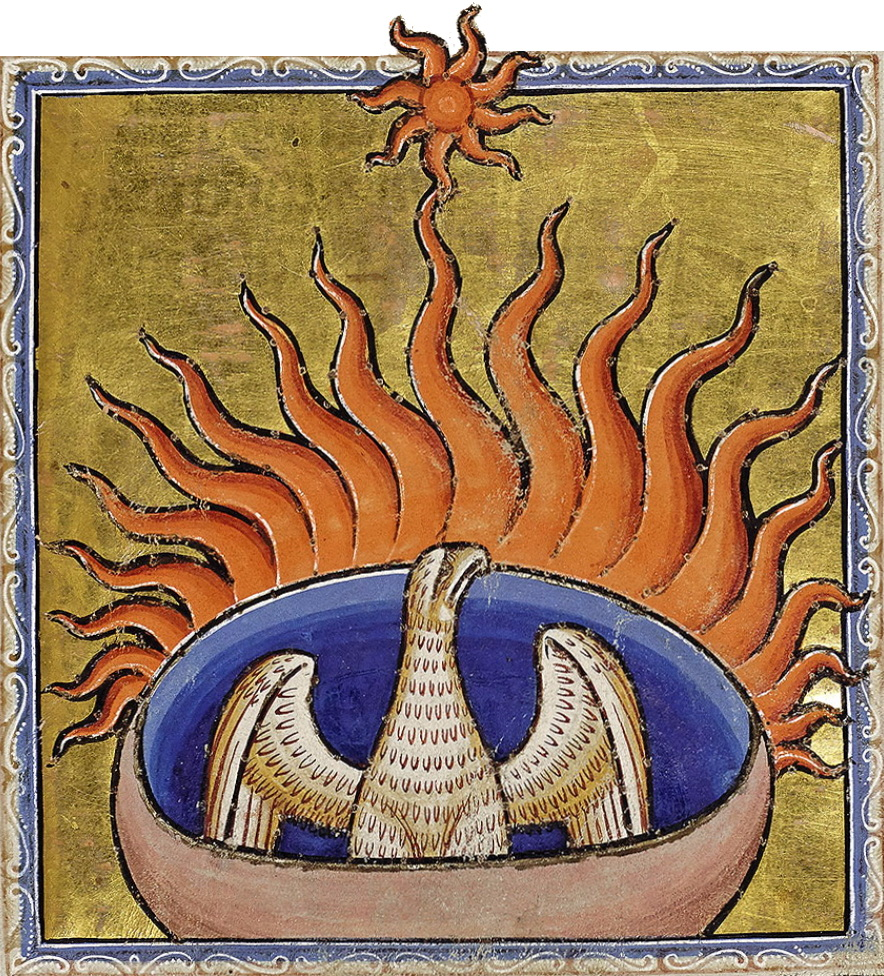
Représentation du phénix, extraite du Bestiaire d'Aberdeen (XIIe siècle).

La petite Marlène revient en pleurs auprès de sa mère, en lui disant qu'elle a arraché la tête de son frère. Sa mère lui conseille de n'en rien dire à personne. Elles vont faire cuire le petit garçon en ragoût, à la sauce brune. Ainsi, la mère découpe le garçonnet en menus morceaux, et les larmes de la fillette, qui refuse de s'éloigner, tombent dans la marmite, si bien qu'il n'est plus nécessaire d'y ajouter du sel. Quand le père rentre, il demande où est son fils. Sa femme lui pose la marmite de ragoût devant le nez et lui dit que le petit garçon est parti chez sa grand-tante et qu'il y restera sept semaines durant. Le père mange tout le ragoût ; il n'en veut laisser pour personne, car il lui semble que tout est à lui et doit lui revenir. À la fin du repas, la petite fille va chercher son plus joli foulard et ramasse dedans tous les os et osselets, c'est-à-dire tout ce qui reste de son frère. La fillette part ensuite déposer le baluchon sous le genévrier. L'arbre se met à bouger, un brouillard semblable à du feu en descend, et de ce feu sort un oiseau magnifique, qui s'envole et disparaît dans le ciel. Après cela, le genévrier redevient comme avant. La petite Marlène constate que le foulard a disparu et, comme si son petit frère était toujours vivant, légère et joyeuse, elle rentre à la maison, se met à table et mange.
L'oiseau se pose sur la maison d'un orfèvre et se met à chanter en racontant toute l'histoire. L'orfèvre, qui est en train de fabriquer une chaîne en or, en entendant le chant de l'oiseau qu'il trouve très beau, sort immédiatement de chez lui et est tellement émerveillé qu'il en perd une pantoufle. Il demande à l'oiseau de chanter encore une fois, ce que celui-ci accepte de faire à condition que l'orfèvre lui donne la chaîne qu'il tient toujours en main. Après avoir chanté à nouveau, l'oiseau s'envole, en emportant le bijou dans sa patte droite, jusqu'au toit de la maison d'un cordonnier. Il chante. Le cordonnier et sa femme, puis leurs enfants, et enfin le commis, la servante et le valet sortent pour écouter l'oiseau, très beau, aux plumes rouges et vertes, au cou jaune comme l'or et aux yeux brillants comme les étoiles. Le cordonnier lui demande de recommencer sa chanson, ce que l'oiseau n'accepte de faire qu'en échange d'un cadeau : il obtient une paire de chaussures rouges. Il la prend dans sa patte gauche, et s'envole, avec la chaîne toujours dans sa patte droite, jusqu'à un moulin. Là, vingt garçons meuniers sont au travail. L'oiseau se perche sur un tilleul et rejoue la même scène. À mesure qu'il chante les paroles de sa triste chanson, les meuniers, l'un après l'autre, s'arrêtent de marteler la meule pour l'écouter chanter. À la demande des ouvriers, il chante à nouveau et réclame en cadeau la meule, qu'il emporte autour de son cou comme un collier, puis, enfin, avec toujours la chaîne dans une patte et les chaussures dans l'autre, il regagne la maison de son père.
Alors, dans la maison, le père se sent heureux tout d'un coup, comme s'il allait revoir une vieille connaissance, sa femme se sent effrayée, et la petite Marlène pleure dans un coin. L'oiseau, sur le genévrier, se met à chanter. Le père sent une odeur de cannelle, il se précipite au-dehors, et quand l'oiseau laisse tomber la chaîne en or, celle-ci vient se mettre autour du cou de l'homme. Il rentre. La mère s'évanouit, tandis que la petite Marlène sort à son tour. La petite fille reçoit les chaussures, aussitôt les met, et, tout heureuse, se met à danser. Elle rentre. La mère revient à elle et se sent comme si le monde entier s'anéantissait. Enfin, elle se décide à sortir elle aussi et, sitôt qu'elle a franchi la porte, l'oiseau laisse tomber sur elle la meule, et la femme est réduite en bouillie. En entendant le fracas, le père et la fillette sortent à nouveau, et ils voient, à l'endroit où la mère se trouvait, monter une vapeur, qui se transforme en feu. Quand les flammes ont disparu, le petit garçon est là. Il les prend tous les deux par la main et tous les trois, joyeux, rentrent dans la maison, se mettent à table et mangent.

## Classification et commentaires
Le conte est rangé dans les contes AT 720, selon la classification Aarne-Thompson, correspondant au type « Ma mère m'a tué, mon père m'a mangé ». Sont également de ce type, par exemple, en France, La Mayrastre, conte du Lyonnais, La Mère cruelle et La Mauvaise Mère, contes de Picardie, L'Aubépin fleuri, conte du Nivernais…
Les commentateurs insistent sur la violence et la cruauté de ce conte. Ainsi Hilda Ellis Davidson remarque-t-elle que la mère commet un crime, non seulement contre le petit garçon, mais aussi contre sa propre fille, qu'elle est censée aimer (en lui laissant croire que c'est elle qui l'a tué), et contre le père, en lui faisant manger son propre fils sans qu'il le sache. « Une impression de méchanceté (evil) infuse, comme celle qui est transmise ici en quelques pages serait difficile à égaler ».

## Autres versions
Une version du conte, intitulée Les Souliers rouges, a été publiée par Paul Sébillot dans ses Contes populaires de la Haute-Bretagne (Charpentier, 1880). Elle lui avait été contée en 1879 par J.M. Hervé, de Pluduno (ex-Côtes-du-Nord). Sébillot indique avoir recueilli quatre variantes, « assez différentes » de ce conte, « l'un de ceux que l'on dit le plus volontiers aux enfants ». Cette version, caractéristique de la forme prise par le conte en Bretagne, est nettement plus brève que la version des Grimm. Le titre fait référence à l'épisode introductif : la mère promet des souliers rouges à celui de ses deux enfants qui reviendra le plus vite de la corvée de ramassage de bois. Le petit garçon l'emporte sur sa sœur par traîtrise ; sa mère lui dit de prendre les souliers dans un coffre et en rabat violemment le couvercle, « coupa[nt] le petit gars en deux ». À la fin de l'histoire, le père comme la mère sont tués.

## Parallèles dans d'autres contes
Voir Le Pêcheur et sa femme (KHM 19).
Les quelques gouttes de sang font penser à Blanche-Neige (KHM 53) et à La Gardeuse d'oies (KHM 89). Elles figurent également dans la légende de Perceval.
La grossesse de la mère du petit garçon est décrite de façon symbolique, comme souvent dans les contes. C'est ainsi que, quand Raiponce (KHM 12) est enceinte de son prince et que son ventre grossit, elle demande à la sorcière pourquoi son vêtement commence à la gêner de plus en plus, ceci dans les premières éditions ; dans les éditions suivantes, elle demande pourquoi la sorcière est si lourde à monter à sa natte, alors que le prince, lui, monte en un clin d'œil. Une grossesse est de la même façon décrite de manière symbolique dans L'Enfant de Marie (KHM 3).
Une mère meurt aussi au début de l'histoire dans Les Trois Petits Hommes de la forêt (KHM 13), Cendrillon (KHM 21), Blanche-Neige (KHM 53), Peau d'âne (KHM 65) et Fuseau, navette et aiguille (KHM 188).
Le frère et la sœur symbolisent le côté masculin (actif, raisonné) et le côté féminin (sensible, intuitif) de l'être humain, l'« anima » et l'« animus » (âme et esprit). On peut à ce sujet comparer le conte avec Frérot et Sœurette (KHM 11), Volétrouvé (KHM 51), La Nixe ou la Dame des Eaux (KHM 79), La Noire et la Blanche Épousée (KHM 135) et L'Agnelet et le Petit Poisson (KHM 141).
Le petit garçon est mis « hors-jeu » tout comme dans Hansel et Gretel (KHM 15). Le conte partage de nombreux points communs avec un autre conte, anglais, The Rose-Tree, dans lequel la petite victime est une fillette.
Le fait de réunir les os apparaît dans Frère Loustic (KHM 81).
Un enfant assassiné qui se change en oiseau apparaît déjà dans des contes grecs. Voir aussi Les Trois Oisillons (KHM 96), au sujet de l'âme d'un enfant assassiné. Des frères qui se retrouvent changés en oiseaux figurent également dans Les Douze Frères (KHM 9) et Les Six Frères Cygnes (KHM 49). Dans Frérot et Sœurette (KHM 11), le petit frère est quant à lui métamorphosé en chevreuil.
L'oiseau de mort et son chant apparaît lui aussi régulièrement, par exemple dans Les Trois Oisillons (KHM 96) et Le Fiancé brigand (KHM 40), ou le pigeon dans Hansel et Gretel (KHM 15). Voir aussi La Fauvette-qui-saute-et-qui-chante (KHM 88) et Le Conte du crapaud (KHM 105). Un magique son de flûte intervient dans L'Os chanteur (KHM 28).
La perte d'une pantoufle apparaît dans Cendrillon (KHM 21).
Des souliers rouges figurent dans plusieurs contes, par exemple De rode schoentjes, où, là aussi, les chaussures amènent la fillette à danser. Margot-la-Malice (KHM 77) aime porter des chaussures à talons rouges.
Une meule a autrefois pu servir aux exécutions capitales. Voir aussi Monsieur Corbis (KHM 41).
Dans Blanche-Neige (KHM 53), la méchante marâtre est elle aussi tuée lorsque la vérité éclate.

## LeFaustde Goethe
Dans le Faust de Goethe, Marguerite, emprisonnée parce qu'elle a noyé son enfant, chante à plusieurs reprises une chansonnette qui résume le conte :
« C’est mon coquin de père / Qui m’égorgea ; / C’est ma catin de mère / Qui me mangea : / Et ma petite sœur la folle / Jeta mes os dans un endroit / Humide et froid, / Et je devins un bel oiseau qui vole, / Vole, vole, vole ! » (Adaptation de Gérard de Nerval – qui inverse les rôles des parents).
À la suite de Bolte et Polivka, Nicole Belmont rappelle qu'en 1830, un lecteur méridional du Globe avait signalé à la rédaction de ce journal qu'il connaissait cette chansonnette en occitan par une domestique de sa mère, qui la lui chantait en disant ce conte : « Ma marâtre / Pique pâte / M'a fait bouillir / Et rebouillir / Mon père le laboureur / M'a mangé / Et rongé / Ma jeune sœur / La Lisette / M'a pleuré / Et soupiré / Sous un arbre / M'a enterré / Riou, tsiou tsiou / Je suis encore en vie ».

## Origines anciennes

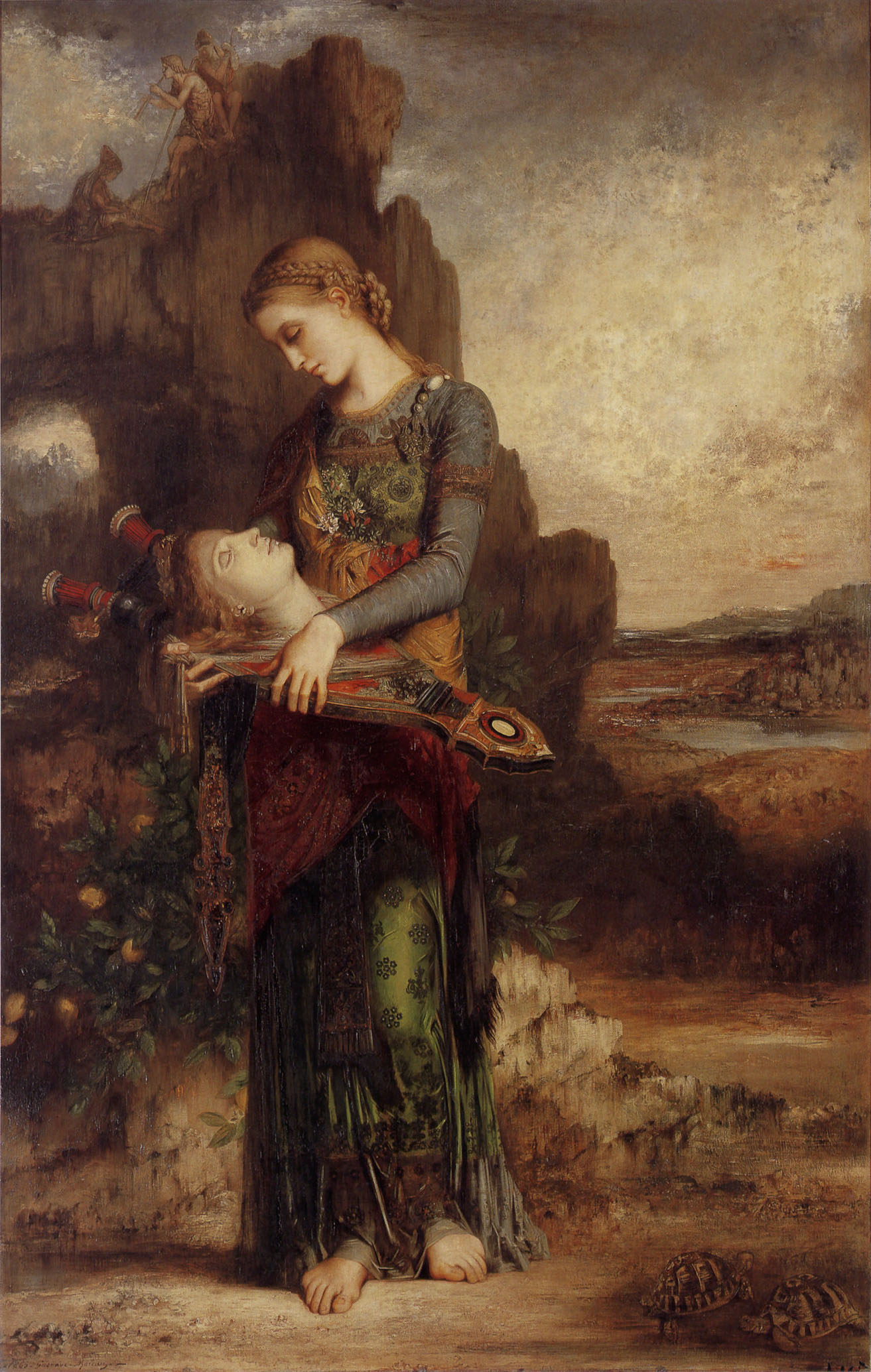
Orphée (1865). Peinture de Gustave Moreau.

Selon la légende, les graines triangulaires du genévrier représentent la Trinité et l'arbre aurait été béni par la Vierge qu'il aurait cachée et sauvée du roi Hérode et de ses soldats. En Italie, on raconte que le genévrier aurait également fourni son bois à la croix du Christ. Les baies de genévrier ont un effet stimulant et sont utilisées dans la fabrication de l'encens. Certains lieux auxquels sont associées de vieilles légendes se trouvent à proximité de genévriers (voir le culte des arbres sacrés). Dans les langues germaniques, le genévrier, étymologiquement, a un rapport avec l'éveil (voir aussi Résurrection). Les frères Grimm ont eux-mêmes signalé que le genévrier a le pouvoir de rajeunir. Selon certaines légendes, des dames blanches vivraient dans des genévriers. À noter que dans certaines versions du conte, liégeoises notamment, le genévrier est remplacé par une aubépine.
La décapitation de l'enfant peut faire penser notamment à la mort de Jean le Baptiste telle que narrée dans les récits néotestamentaires, et le fait de manger l'enfant peut évoquer le rite chrétien de l'eucharistie.
Le fait de rassembler les ossements ou les parties du corps d'un défunt pour le reconstituer apparaît dans les mythes d'Osiris et d'Orphée. Dans le second, Orphée parvient par son chant à transporter ceux qui l'écoutent. C'est en s'aidant de ce don qu'il va rechercher Eurydice, sa femme bien-aimée, aux enfers.
L'arbre qui s'enflamme et l'oiseau qui en sort avant de s'envoler font penser au phénix.
Le châtiment qui consiste à faire tomber une meule sur la tête de quelqu'un apparaît dans les Eddas (XIIIe siècle) : c'est en effet ainsi que les nains Galar et Fialar font périr la femme du géant Gilling.

## Adaptation
Le Conte du genévrier a inspiré Nietzchka Keene pour le scénario de son film Quand nous étions sorcières (The Juniper Tree), tourné en 1986 et sorti en 1990.